# (12751) Kamihayashi
(12751) Kamihayashi est un astéroïde de la ceinture principale.

## Description
(12751) Kamihayashi est un astéroïde de la ceinture principale. Il fut découvert le 15 mars 1993 à Kitami par Kin Endate et Kazuro Watanabe. Il présente une orbite caractérisée par un demi-grand axe de 2,37 UA, une excentricité de 0,17 et une inclinaison de 3,1° par rapport à l'écliptique.

## Compléments